# Smartiomyia arena
Smartiomyia arena är en tvåvingeart som beskrevs av Schneider 2010. Smartiomyia arena ingår i släktet Smartiomyia och familjen stekelflugor. Inga underarter finns listade i Catalogue of Life.